# Sejny (gmina)
Pour la ville, voir Sejny.
Sejny est une gmina rurale du powiat de Sejny, Podlachie, dans le nord-est de la Pologne, sur la frontière avec la Lituanie. Son siège est la ville de Sejny, bien que la ville ne fasse pas partie du territoire de la gmina.
La gmina couvre une superficie de 218,01 km2 pour une population de 4 106 habitants.

## Géographie
La gmina inclut les villages de Babańce, Berżałowce, Berżałowce-Gajówka, Berżniki, Berżniki-Folwark, Bose, Bubele, Burbiszki, Degucie, Dubowo, Dusznica, Dworczysko, Gawieniańce, Grudziewszczyzna, Gryszkańce, Hołny Majera, Hołny Wolmera, Jenorajście, Jodeliszki, Kielczany, Klejwy, Klejwy PGR, Kolonia, Kolonia Sejny, Konstantynówka, Krasnogruda, Krasnowo, Krejwińce, Lasanka, Łumbie, Markiszki, Marynowo, Marynowo-Kolonia, Nowosady, Nożegary, Ogrodniki, Olszanka, Poćkuny, Podlaski, Półkoty, Posejanka, Posejny, Rachelany, Radziucie, Radziuszki, Rynkojeziory, Sumowo, Świackie, Sztabinki, Wigrańce, Wigrańce-Leśniczówka, Zaleskie, Zaruby et Żegary.
La gmina borde la ville de Sejny et les gminy de Giby, Krasnopol et Puńsk. Elle est également frontalière de la Lituanie.